# Primærrute 26
Primærrute 26 er en hovedvej, der går fra Aarhus i nordvestlig retning op gennem Jylland til Hanstholm.

## Forløb
Primærrute 26 starter ved Ring 2/Viborgvej i Aarhus. Herfra fortsætter den over Østjyske Motorvej E45, syd og vest om Viborg, syd og vest om Skive, over Sallingsundbroen, tværs over Mors, over Vilsundbroen, nord om Thisted og slutter ved havnen i Hanstholm.
Rute 26 har en længde på 177,6 km, hvoraf de ca. 40 km er motortrafikvej. Det er den eneste primærrute, der begynder eller slutter i Aarhus.

## Vejens klassificering
Primærrute 26 en statsvej på hele strækningen fra Hanstholm til Østjyske Motorvej E45, mens den er kommunevej fra samme motorvej og frem til Ringvej 2 i Aarhus. Hele Primærrute 26 er klassificeret som hovedvej efter færdselsloven.
De offentlige veje inddeles fra 2015 efter vejloven i statsveje og kommuneveje, mens de tidligere blev klassificeret i hovedlandeveje, landeveje og kommuneveje. Betydningen for en vejs klassificering som statsvej eller kommunevej er først og fremmest af administrativ karakter. Statsvejene administreres af Vejdirektoratet, mens kommunevejene administreres af kommunerne. Det er vejmyndighedens ansvar at holde sine offentlige veje i den stand, som trafikkens art og størrelse kræver. Klassifikationen som statsveje og kommuneveje har ikke betydning for Danmarks overordnede rutenummererede vejnet med Europavejsruter, Primærruter eller sekundærruter, der administreres af Vejdirektoratet i samarbejde med kommunerne. Kun veje udlagt som Europavejsruter og Primærruter kan udlægges som hovedveje efter færdselsloven.

## Fremtid
Udbygning af Primærrute 26 til højklasset vej har længe været under planlægning. Rute 26 er en vigtig trafikkorridor til betjening af en række byer i det midt- og vestjyske område. Rute 26 er samtidig fødevej til motorvejsnettet og havnene i Hanstholm og Aarhus.
I 1990 blev der vedtaget en projekteringslov, som gav transportministeren bemyndigelse til at projektere en udbygning af Primærrute 26 til motorvej eller motortrafikvej mellem Aarhus og Hanstholm. En overordnet korridor for udbygning af vejen fulgte med loven. Mellem Aarhus og Viborg skulle korridoren for udbygning af vejen forløbe syd om bysamfundene mellem Tilst og Svenstrup, nord om Rødkærsbro og i øvrigt med udnyttelse (udbygning) af den eksisterende vej mellem Aarhus og Viborg. Fra Viborg til Skive skulle korridoren for udbygning af vejen forløbe syd om Stoholm (den såkalde Stoholm-linje) og syd og vest om Skive til den eksisterende motortrafikvej nord for Skive. Fra Skive til Vilsund skulle korridoren for udbygning af vejen ske ved anvendelse (udbygning) af de eksisterende veje (delvis motortrafikveje) over Sallingsundbroen og Vilsundbroen, herfra til den kommende omfartsvej ved Thisted og videre til Hanstholm, øst om Nors og i øvrigt med udnyttelse (udbygning) af den eksisterende vej.
Som konsekvens af projekteringsloven er der udlagt arealreservationer eller vejinteressezoner til en udbygning af Primærrute 26.
På baggrund af projekteringsloven er der på Primærrute 26 blevet gennemført en række forbedringer: Ved Mundelstrup åbnede i 1994 en motortrafikvej syd om byen. I Svenstrup, Voldby og Lading blev der i 2000 gennemført trafiksaneringer med hastighedsdæmpende foranstaltninger i form af byporte, midterheller ved kryds samt cykelbaner igennem byerne. I 1998 åbnede Rødkærsbro Omfartsvej nord om Rødkærsbro, der der en ca. 10 km lang 2+1 motortrafikvej. I Viborg er der anlagt en omfartsvej. Vestre Ringvej blev åbnet i 1993 og 1994, og Søndre Ringvej i 1999. Søndre Ringvej er forberedt til en videre udbygning af rute 26 i en ny linjeføring gennem det åbne land syd om Stoholm til Skive (den såkaldte Stoholm-linje). Endelig blev der syd for Viborg åbnet en rundkørsel i 2005, hvor Primærrute 26 løber sammen med Primærrute 13. I perioden 1993-1996 blev forbindelsesvejen Ringvej Syd anlagt syd om Skive. Ved Thisted blev i 1995 åbnet en omfartsvej, som leder trafikken på Primærrute 11 og 26 vest og nord om Thisted. Mellem Thisted og Hanstholm åbnede i 2006 Nors Omfartsvej som motortrafikvej.
Den 29. januar 2009 indgik den daværende regering (Venstre og Det konservative Folkeparti), Socialdemokraterne, Det Radikale Venstre, Dansk Folkeparti, Socialistisk Folkeparti og Liberal Alliance en aftale om en grøn transportpolitik. Heri blev det besluttet, at Vejdirektoratet skulle gennemføre en økonomiundersøgelse af en udbygning af Primærrute 26 på strækningen mellem Viborg og Aarhus.
Der blev endvidere reserveret penge til den efterfølgende VVM-undersøgelse. VVM står for Vurdering af Virkningerne på Miljøet. Økonomiundersøgelsen blev afsluttet i 2010 og offentliggjort i Vejdirektoratets rapport 364 Økonomiundersøgelse. Rapporten indeholder bl.a. en vurdering af hvilke strækninger, der først bør VVM-undersøges. I forlængelse af aftalen besluttede forligskredsen, at Vejdirektoratet skulle gennemføre en VVM-undersøgelse på to delstrækninger af Primærrute 26 på strækningen mellem Viborg-Aarhus.
VVM-undersøgelsen for strækningen Viborg-Rødkærsbro var klar i januar 2012, mens den for strækningen Søbyvad-Aarhus var klar i februar 2012.
På strækningen Viborg-Rødkærsbro blev der i VVM-undersøgelsen undersøgt to forskellige linjeføringer (Nord og Syd) mellem Viborg V (dvs. Holstebrovej øst for Ravnstrup) og Viborg S (dvs. krydsningen mellem Primærrute 13 og 26) samt en udbygning af den eksisterende 2 sporede vej mellem Viborg S og motortrafikvejen Rødkærsbro Omfartsvej. I november 2012 indstillede Vejdirektoratet, at den nordlige linjeføring mellem Viborg V og Viborg S samt udbygning af den eksisterende vej mellem Viborg S til Rødkærsbro Omfartsvej. En bred trafikaftale fastlagde i 2013, at den nordlige linjeføring skulle vælges på delstrækningen mellem Viborg V og Viborg S, hvormed den sydlige linjeføring på strækningen blev opgivet. Den nordlige linjeføring følger for en stor del Søndre Ringvej indtil en ny udfletning, som vil føre ruten syd for Jægerborgvej og Viborg Storcenter og videre til øst for Ravnstrup, hvor den skal forbindes med Holstebrovej. Her er det tanken, Primærrute 26 engang i fremtiden skal fortsætte ad den såkaldte Stoholm-linje syd om Stoholm og videre til Skive og Hanstholm.
På strækningen Aarhus-Søbyvad blev i VVM-undersøgelsen undersøgt tre linjeføringer samt forskellige andre alternativer. VVM-undersøgelsen var klar i februar 2012. Efter denne fremlæggelse har Vejdirektoratet efter aftale med Aarhus Kommune udarbejdet nyt forslag til en lettere revideret linjeføring af den del af motorvejen, hvor motorvejen krydser den eksisterende nord-syd-gående E45 Østjyske Motorvej. Efter den fornyede høring fremsendte Vejdirektoratet 27. januar 2014 endelig indstilling vedr. linjeføringen for Viborg-motorvejen. Vejdirektoratet pegede her på VVM-undersøgelsens nordlige linjeføring tæt på Mundelstrup og Sabro, som deres foretrukne linjeføring.
Borgmestrene i Aarhus, Viborg, Silkeborg og Favrskov Kommuner samt formanden for Region Midtjylland skrev et brev til transportminister Magnus Heunicke og Folketingets Transportudvalg i slutningen af marts 2014, at rute 26 er "en væsentlig del af den infrastruktur, der binder Midt- og Østjylland sammen". Borgmestrene og regionsformanden skriver endvidere "Vi opfordrer Folketinget i den kommende trafikaftale, der forventes indgået medio 2014, at sikre udbygning og opgradering af rute 26 for at sikre tilstrækkelig fremkommelighed, og vi ønsker samtidig at foretræde for Folketingets Transportudvalg i løbet af foråret 2014”.
En bred trafikaftale fastlagde i 2014 linjeføringen for en motorvej mellem Søbyvad og Aarhus, den såkaldte Viborgmotorvejen. Aftalen gik i mod Vejdirektoratets indstilling til linjeføringen, idet forligsparterne valgte VVM-undersøgelsens linjeføring syd på delstrækning 1 og 2 (Søbyvad-Voldby og Voldby-Sabro syd om Lading Sø), og linjeføring nord på delstrækning 3 (Sabro-E45), mens alle øvrige linjeføringer på strækningen Aarhus-Søbyvad opgives. Aftalen betyder at der udlægges byggelinjer langs den valgte linjeføring. Byggelinjer giver grundejere hjemmel til at søge om at blive overtaget efter de gældende regler herom. Aftalen afsatte 32,2 mio.kr. til at opkøbe ejendomme i den valgte linjeføring.
I Aarhus mellem Ring 2 og Østjyske Motorvej E45 er Primærrute 26 2 sporet, men en udvidelse til 4 spor har været undervejs gennem flere år. Det forventes at denne del af Primærrute 26 er udbygget til 4 spor i 2023.
Den 7. april 2021 fortalte regeringen at i deres nye udspil for en ny transportaftale, at der skal bygges en 23 km lang fire sporet motortrafikvej mellem Aarhus og Søbyvad. Dog vil regeringen ikke lægge sig fast på en dato på hvornår motortrafikvejen kan stå færdig. Det vil først blive drøftet under de kommende forhandlinger.